# Simion Bărnuțiu Főgimnázium
A Simion Bărnuțiu Főgimnázium (románul: Colegiul Național Simion Bărnuțiu) Főgimnázium Szilágysomlyó 1919-ben alapított állami tanintézménye.

## Galéria

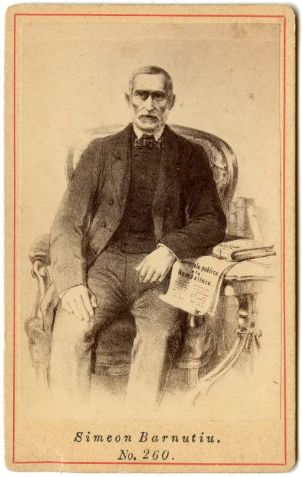
Simion Bărnuțiu